# القمر السعودي للاتصالات
القمر الصناعي السعودي الأول للاتصالات أو سعودي جيو سات-1 هو قمر صناعي جغرافي متزامن سعودي تابع لمدينة الملك عبد العزيز للعلوم والتقنية. تم اعتماد المشروع في أبريل 2018، بتوقيع ولي العهد السعودي الأمير محمد بن سلمان على آخر قطعة من القمر السعودي في سان فرانسيسكو بالولايات المتحدة الأمريكية وتم بناؤه من قبل شركة لوكهيد مارتن وتم إطلاقه في 5 فبراير 2019 من قاعدة كورو في إقليم غويانا الفرنسية شمال أمريكا الجنوبية، على متن رحلة أريان رحلة أريان 247 ڤي أيه. سيوفر القمر الصناعي منظومة اتصالات آمنة للجهات الأمنية والعسكرية في الشرق الأوسط وجنوب إفريقيا وأوروبا. يعتبر هذا القمر الصناعي السعودي السادس عشر الذي يتم إطلاقه في الفضاء. وهو أول قمر صناعي مملوك بالكامل للمملكة العربية السعودية، يتم تشغيله والتحكم فيه من محطات أرضية في السعودية.

## حول القمر
تم تطوير وتصنيع القمر من قبل لوكهيد مارتن بالتعاون مع مدينة الملك عبد العزيز للعلوم والتقنية، حيث تم تدريب 15 مهندسًا سعوديًا واعتمادهم من شركة لوكهيد مارتن. كما ويقوم فريق مشكل من معهد بحوث الفضاء والطيران ومعهد بحوث الاتصالات وتقنية المعلومات وفريق من الجهات المستفيدة في مدينة الملك عبد العزيز للعلوم والتقنية بإدارة المشروع والإشراف المباشر على تصنيعه وفق المتطلبات الفنية. كما يعمل فريق من مهندسي مدينة الملك عبد العزيز للعلوم والتقنية في معامل الشركة على عمليات التجميع والتكامل والاختبارات.
ويتم تشغيله والتحكم به عبر كوادر وطنية ممثلة في مدينة الملك عبد العزيز للعلوم والتقنية، ويحتوي القمر على ألواح شمسية عالية الكفاءة، وحمولة متعددة الحزم توفر قدرة مرورية تتجاوز 34 قيقا بت في الثانية، تقوم بتوليد الطاقة بقدرة إجمالية تتجاوز 20 كيلوواط، ويحتوي وحدة معالجة تسمح بتغيير إعدادات الإشارة الصاعدة والهابطة، ووحدة توزيع لتمرير الاتصالات بين المستخدمين دون عبور المحطات الأرضية. كما يحمل حمولة للاتصالات لنطاق Ku-band مخصصة لهلاسات إحدى شركات عربسات.
يستخدم القمر أنظمة دفع كهربائية وكيميائية، الأمر الذي يجعله خفيف الوزن وبعمر افتراضي طويل، فوزنه يبلغ 6.5 طن، ويتجاوز عمره الافتراضي العشرون عاما.

## الأهداف
- توفير اتصالات النطاق العريض والاتصالات الآمنة
- تأمين الاتصالات الفضائية ذات السرعة العالية على نطاق Ka-Band
- تقديم خدمات الاتصالات بمواصفات تجارية لمناطق الشرق الأوسط وشمال إفريقيا وأوروبا وأجزاء كبيرة من إفريقيا وآسيا الوسطى
- توفير الاتصالات للمناطق شبه النائية والمناطق المنكوبة
- خلق فرص عمل في صناعة الأقمار الصناعية
- دعم البنية التحتية لقطاع الاتصالات في المملكة.[9]